# 小野弘晴
小野 弘晴（おの ひろはる、1979年9月 - ）は、日本のテノール歌手。二期会会員。桐朋学園芸術短期大学講師。東京二期会所属。フェリス女学院大学非常勤副手。

## 経歴
東京都出身のオペラ歌手。私立錦城高等学校（特進）卒業。東京藝術大学音楽学部声楽科卒業。現在、二期会会員。桐朋学園大学芸術短期大学講師。フェリス女学院大学非常勤副手。
二期会会員。藤原歌劇団団員（2023年3月末退団）。桐朋学園芸術短期大学声楽講師。東京藝術大学音楽学部声楽科卒業。Jörg Schneider、松本美和子、中島基晴、平野忠彦、勝部太の諸氏に師事。第37回/第41回イタリア声楽コンコルソ入選。第1回山手の丘音楽コンクール入選。BBCオペラソサイエティーオーディション金賞受賞。
『椿姫』のジェルモン役を歌いオペラデビュー。2009年11月よりバリトンからテノールへ転向。イタリア・ローマサンロレンツォムジカマスタークラス修了。第49回イタリア声楽コンコルソ入選。第23回太陽カンツォーネコンコルソ第1位。 親好サニーオペラ新人賞、及びテノール大賞受賞。 第8回日光国際音楽祭声楽コンクール第1位、及び、公益推進協会賞受賞。その他多くの新人賞・テノール大賞受賞。また、(故)フランコ酒井著書「テノール大全」をはじめ、様々な音楽雑誌に掲載される。日本では希少なスピントテノール・ヴェルディテノール。
藤原歌劇団には2017年『ルチア』（BUNKAMURAオーチャードホール）にてデビュー。
現在は2024年2月より東京二期会所属、二期会会員。
2024年オーストリア・ウィーンに渡りウィーン国立音大教授 Jörg Schneider氏の元で研鑽を詰みヨーロッパでの活動を開始する。
2025年1月にIMKA国際コンクール声楽部門第1位、2月にはロイヤルマース国際コンクール声楽部門第2位受賞。3月にはゴールド国際コンクール声楽部門にて第3位受賞。また日本では名古屋イタリアオペラコンクール(一般B部門)にて第1位、優秀賞受賞した。
伊ルッカAnfiteatro,Festival di Lucca出演。
バーゼル国際声楽コンクール、全日本Jr.クラシック音楽コンクール全国大会、国際声楽コンクール東京、グランディール音楽コンクール全国大会、各審査員。
クール・ドゥ・メロンジュ、成城カンツォーネ倶楽部指揮。
現在、二期会会員。桐朋学園大学芸術短期大学講師。フェリス女学院大学非常勤副手。
また、指揮者としてもORTフィル『ラ・ボエーム』『カルメン』（全曲オーケストラ）や、ペルゴレージ『スターバト・マーテル』等を指揮。（オフィシャルサイトhttps://hiroharuono.wixsite.com/home/profileから引用）

## 主なオペラ出演歴

### バリトン時代
- 「椿姫」ジェルモン役
- 「マクベス」タイトルロール
- 「仮面舞踏会」レナート役
- 「リゴレット」タイトルロール
- 「イル・トロヴァトーレ」ルーナ伯爵役・フェランド役
- 「ラ・ボエーム」マルチェッロ役・ショナール役
- 「トスカ」スカルピア役・シャルローネ役
- 「外套」ミケーレ役
- 「トゥーランドット」ピン役
- 「カルメン」エスカミーリョ役
- 「フィガロの結婚」伯爵役・フィガロ役
- 「ドン・ジョヴァンニ」タイトルロール
- 「コシ・ファン・トゥッテ」アルフォンソ役
- 「魔笛」弁者役
- 「アンドレア・シェニエ」ジェラール役
- 「道化師」トニオ役・シルヴィオ役
- 「結婚手形（英語版）」トビア・ミル役
- 「キャンディード」パングロス役
- 「ヘンゼルとグレーテル」ペーター役

### テノール転向後
- 「椿姫」アルフレード役
- 「トスカ」カヴァラドッシ役
- 「ラ・ボエーム」ロドルフォ役
- 「ファウスト」タイトルロール役
- 「蝶々夫人」ピンカートン役
- 「リゴレット」マントヴァ公爵役
- 「アイーダ」ラダメス役
- 「アンドレア・シェニエ」タイトルロール
- 「イル・トロヴァトーレ」マンリーコ役
- 「オテッロ」タイトルロール
- 「カルメン」ドン・ホセ役
- 「カヴァレリア・ルスティカーナ」トゥリッドウ役
- 「ドン・カルロ」タイトル役
- 「道化師」カニオ役
- 「ドン・カルロ」タイトルロール　（オフィシャルサイトhttps://hiroharuono.wixsite.com/home/profileから引用）　[2]

## 主な宗教曲ソリスト出演歴
- ベートヴェン「第九」
- ヘンデル「メサイア」
- フォーレ「レクイエム」
- モーツァルト「戴冠ミサ曲」
- ハイドン「天地創造」
- シューベルト「ミサ曲 ト長調」
- ヴェルディ「レクイエム」　　（オフィシャルサイトhttps://hiroharuono.wixsite.com/home/profileから引用）[2]

## 雑誌・書籍掲載
- 音楽現代
- 音楽の友
- モーストリークラシック
- 「失われた声を求めて」※フランコ酒井・著書　（オフィシャルサイトhttps://hiroharuono.wixsite.com/home/profileから引用）[2]